# Льюїс Феррі Муді
Лью́їс Фе́ррі Му́ді (англ. Lewis Ferry Moody; 5 січня 1880 — 21 лютого 1953) — американський інженер і науковець, піонер досліджень явищ кавітації в гідравлічних машинах (1922), найбільше відомий завдяки створенню ним універсальної діаграми (1944), яка описує залежність між декількома змінними, що використовуються при розрахунках потоків рідини у трубах. На свої винаходи Муді отримав 23 патенти. Він був першим професором гідравліки в інженерній школі Принстонського університету

## Життєпис
Льюїс Феррі Муді народився 5 січня 1880 року у Філадельфії (штат Пенсільванія).
25 листопада 1925 р. д-р Льюїс Ф. Муді очолив зусилля як тимчасовий голова, щоб сформулювати петицію щодо створення професійного підрозділу під назвою «Гідравлічний відділ» (Hydraulic Division, HYD), яку одностайно підтримали усі 146 членів Американського товариства інженерів-механіків (ASME). В рамках відділу згодом було сформовано комітети «Water Hammer» (1931) та «Cavitation» (1937). Відділ HYD (перейменований у 1963 на FED — Fluids Engineering Division - Відділ інженерії рідин) Л. Ф. Муді очолював у 1929/30 роках.

Діаграма Муді, що відображає залежність коефіцієнта гідравлічного тертя (коефіцієнта Дарсі) від числа Рейнольдса для різних значень шорсткості поверхні труби

Льюїс Ф. Муді як професор механіки рідин та конструювання машин викладав у Принстонському університеті, починаючи з 1930 року. Він є співавтором оглядової статті «Fifty Years’ Progress in Hydraulics» у співавторстві з інженером Блейком Ван Ліром.
У 1944 році Льюїс Ф. Муді на основі рівнянь, що описували залежність коефіцієнта гідравлічного тертя від числа Рейнольдса, опублікованих Коулбруком і Вайтом (C. F. Colebrook & C. M. White) створив робочий графік, який по суті стандартом і використовується дотепер та має назву «Діаграма Муді».
Він був одружений з Елеонорою Грін (англ. Eleanor Greene). Його дружина померла від пневмонії у 1937 році.. Мав сина Льюїса (1911—1994) і дочку Елеонору. Його дочка Елеонора Лоурі Муді вийшла заміж у 1944 році.
Член Комітету з гідроудару (1935—1953), голова Комітету з кавітації (1938—1948).
За здобутки у галузі проєктування гідравлічних турбін у 1945 році він був нагороджений Медаллю Елліота Крессона у 1945.
У 1951 році він був удостоєний звання почесного члена Американського товариства інженерів-механіків (ASME).
Помер у Принстоні (штат Нью-Джерсі) 21 лютого 1953, похований поряд з дружиною на Принстонському цвинтарі.

## Вшанування пам'яті
Через п'ять років після смерті науковця Американське товариство інженерів-механіків заснувало нагороду на його честь: Премію Льюїса Ф. Муді, яку присуджує Відділ інженерії рідин (Fluids Engineering Division, FED) за видатні оригінальні роботи, корисні для практики машинобудування.